# ديفيد ريد
ديفيد ريد (بالإنجليزية: David Reid)‏ (مواليد 17 سبتمبر 1973) هو ملاكم أمريكي، مثّل بلاده في الألعاب الأولمبية الصيفية 1996.

## روابط خارجية
ديفيد ريد على موقع بوكس ريك (الإنجليزية) (registration required)
- ديفيد ريد على موقع اللجنة الأولمبية الدولية (الإنجليزية)
- ديفيد ريد على موقع أوليمبيديا (الإنجليزية)